# Is This the World We Created...?
Is This the World We Created...? is een nummer van de Britse rockband Queen. Het is de negende en tevens laatste track van het album The Works, dat in 1984 verscheen. Het nummer is geschreven door Freddie Mercury en Brian May in de stad München. De aanleiding voor het schrijven van dit nummer was dat Mercury een nieuwsbericht zag over de armoede in Afrika. Het nummer werd geschreven als last minute vervanger van There Must Be More to Life Than This, wat later nog wel op Mercury's soloalbum Mr. Bad Guy verscheen. Oorspronkelijk zou het nummer een pianoballade worden, maar de piano is vervangen door de akoestische gitaar van May. Mercury en May speelden het nummer ter afsluiting van Live Aid in 1985.